# Isla Pernambuco
Isla Pernambuco es una isla fluvial que pertenece al país suramericano de Colombia, administrativamente está integrada en el Departamento de Antioquia y se localiza en el río colombiano más largo, el Magdalena, en los límites con el departamento de Santander, en las coordenadas geográficas 06°13′05″N 68°04′26″O / 6.21806, -68.07389 al este de la Laguna Tablaza y al sur de la Isla Jabonero, 388 kilómetros al noroeste del centro aproximado de Colombia y 237 kilómetros al norte de la capital Bogotá.